# Цефализација
Цефализација је процес који се одвијао упоредо са еволуцијом живих бића. То је процес формирања главеног региона код билатерално симетричних организама, током којег се нервно ткиво, током више генерација, концентрише на један крај организма. Најпростији организми код којих је процес цефализације довршен су пљоснати црви, а од бескичмењака код зглавкара је процес цефализације највише изражен.